# Cacerense Esporte Clube
Maillots
Dernière mise à jour : 1er février 2012.
Le Cacerense Esporte Clube est un club brésilien de football basé à Cáceres dans l'État du Mato Grosso.